# Blesdijke
Blesdijke (Stellingwerfs: Blesdieke, Fries: Blesdike) is een dorp in de gemeente Weststellingwerf, provincie Friesland.
Blesdijke ligt ten zuiden van Wolvega, dicht bij de provinciegrens, aan de weg tussen De Blesse en Oldemarkt. Het inwoneraantal ligt door grenswijzigingen veel lager dan vroeger. De Blesse is een zelfstandig dorp, maar was eerder onderdeel van Blesdijke. Over het algemeen wordt er Stellingwerfs gesproken.

## Geschiedenis
In 1361 en februari 1362 voert de bisschop Jan van Arkel tweemaal een strafexpeditie uit in de Stellingwerven, wanneer de boeren de opgelegde schattingen niet wensen te betalen. Van Arkel is eigenaar van het kasteel in Vollenhove. Huizen worden geplunderd en platgebrand en als beloning mogen de manschappen van de bisschop een niet nader genoemd dorp dicht bij Drenthe leegroven. Dat kan Blesdijke of Noordwolde zijn geweest. In het jaar 1413 worden de dorpen Blesdijke, Peperga en Lemsterhoek door de volgende bisschop van Utrecht, Frederik van Blankenheim, in brand gestoken vanwege onenigheid over pachtgelden.
In de Nijkspolder boven Blesdijke was in de Tweede Wereldoorlog het strafkamp It Petgat voor Joodse arbeiders.

## Bezienswaardigheden
In 1328 stond in Blesdijke al een kerk, die in 1836 ingestort zou zijn. De kerk werd in 1843 herbouwd. Op in gevelsteen in de kerk staat: "In 1843 is deze kerk herbouwd onder directie van de kerkvoogden Albert Sents Lenstra, Tiemen Meines de Boer, Gerrit Wanders Terwisscha. Waakt en bidt."
Aan de Markeweg bouwt Gregorius Halman sinds 1990 aan het kasteel Stoutenburght. Ten noorden van het dorp staat een Amerikaanse windmotor, die in 2005 werd gebouwd.
Aan de Nijksweg staat het monument ´It Petgat´ ter nagedachtenis aan het Joodse It Petgat in de Nijkspolder. Het kamp werd gedurende de Tweede Wereldoorlog gebruikt als strafkamp voor joden uit andere kampen zoals kamp Twilhaar te Hellendoorn, De Landweer te Elsloo en Molengoot te Hardenberg. In de nacht van 2 op 3 oktober 1942 werden deze kampen ontruimd.

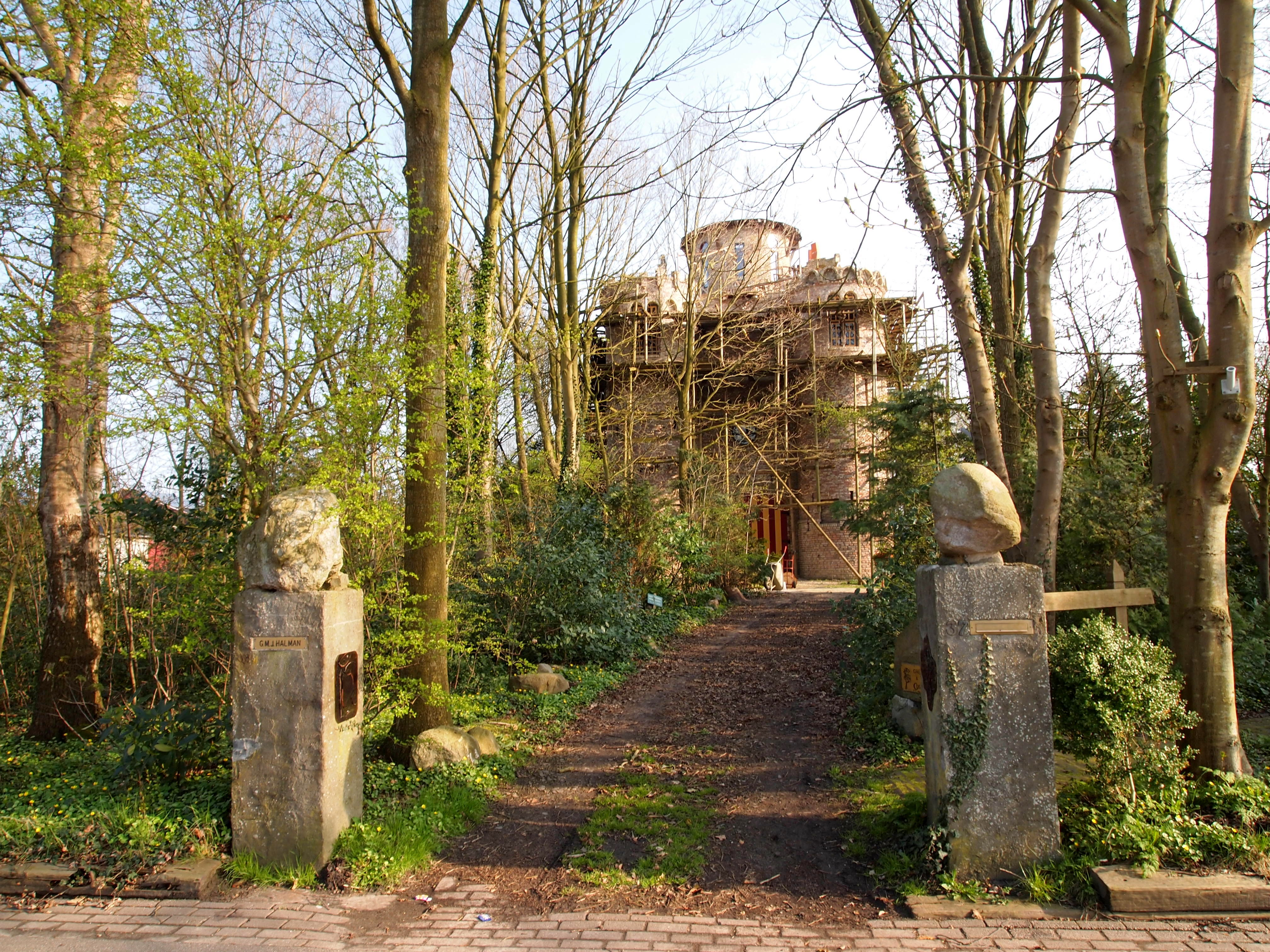
Kasteel Stoutenburght
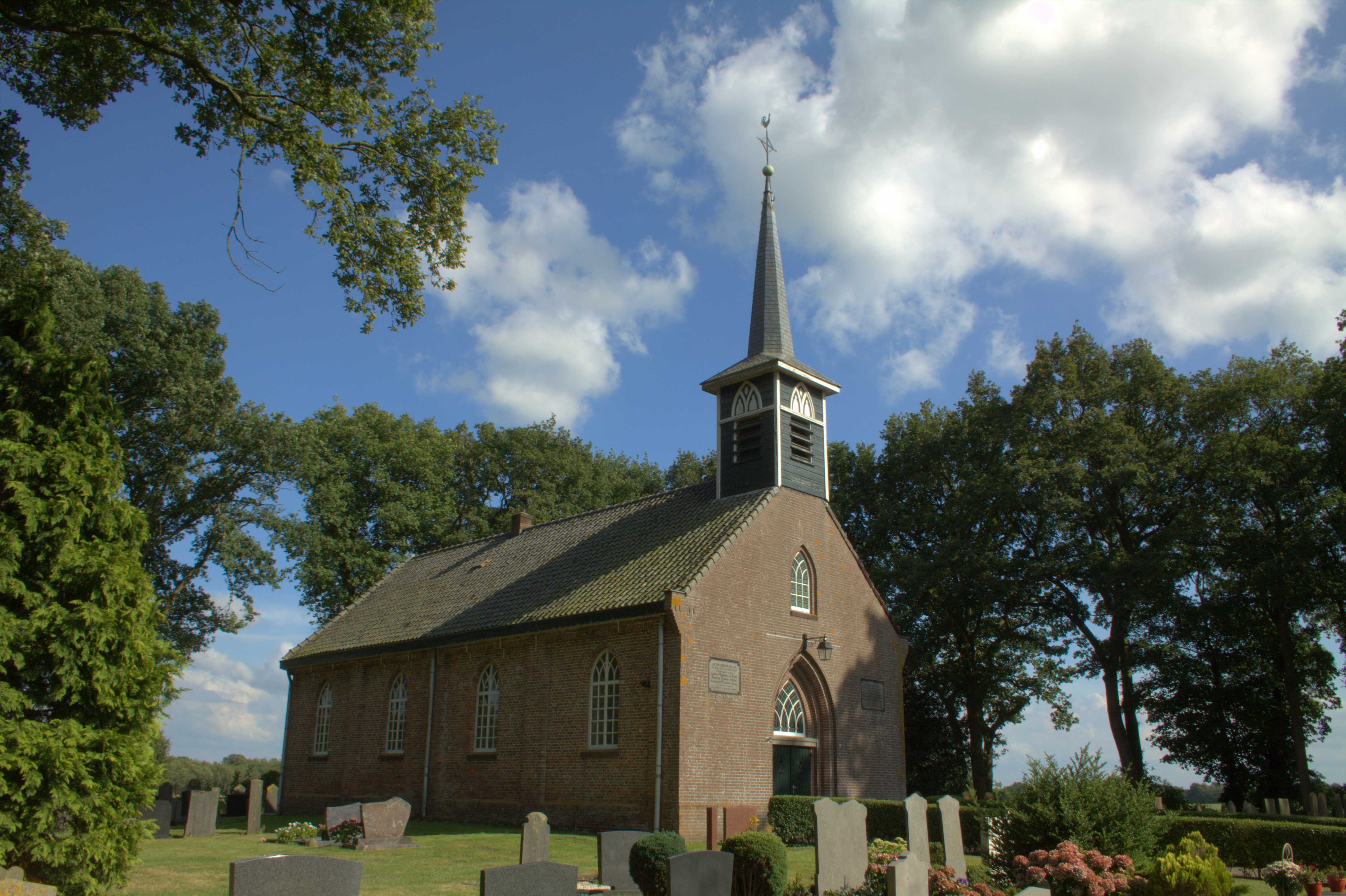
Kerk van Blesdijke

## Inwoners
- 1850 - 560
- 1954 - 857
- 1959 - 813
- 1964 - 789
- 1969 - 622
- 1974 - 496
- 2008 - 487
- 2014 - 473
- 2017 - 461
- 2019 - 480
- 2021 - 485
- 2023 - 480

## Openbaar vervoer
Door Blesdijke rijdt buslijn 70 van EBS. Aansluitingen van die lijn zijn in De Blesse (lijn 17 van/naar Wolvega en Heerenveen), Oldemarkt (lijn 76 van/naar Marknesse) en Steenwijk (treinen naar o.a. Leeuwarden en Zwolle).